# نمایه استنادی
نمایه استنادی نوعی دادگان کتاب‌شناختی است که در آن تمام ارتباطات استنادی مقالات و اسناد با یکدیگر مشخص است. گوگل اسکالر یا گوگل پژوهشگر، یکی از بزرگترین نمایه‌های استنادی است که به صورت رایگان اطلاعات استنادی اسناد مختلف را در خود نمایه می‌کند. با کمک نمایه‌های استنادی شاخص‌هایی مانند اچ‌ایندکس یا ضریب تأثیر به راحتی قابل محاسبه هستند.

## تاریخچه
در سال ۱۹۶۵ درک سولا پرایس از ایجاد ارتباط بین مقالات با عنوان «شبکه مقالات علمی» نام برد.

## نمونه‌ها
- اسکوپوس نمایه استنادی الزویر است که برای استفاده از خدمات آن می‌بایست حق اشتراک پرداخت.
- وب آو ساینس نمایه استنادی موسسه کلاریویت که در دسترس عموم هست.